# 德瓦尔·帕特里克
德瓦尔·帕特里克（英語：Deval Laurdine Patrick、1956年7月31日—），美国人权律师，麻薩諸塞州第71任州长。